# Pedro Alonso Galeas
Pedro Alonso Galeas (Almendralejo (Badajoz), c. 1516 — Caracas, 1598) fue un conquistador extremeño, partícipe en las expediciones de Hernando de Soto, Lope de Aguirre y Diego de Losada.

## Biografía
Pedro Alonso Galeas se alistó en 1538 en la expedición que organizó Hernando de Soto para la exploración y conquista de la Florida. En esta aventura, Galeas recorrió en un largo periplo alejados territorios norteamericanos, llegando hasta la cordillera del Great Smoky, donde hoy se halla Carolina del Norte.
Desde este punto, faltos de provisiones y continuamente atacados por los indígenas, los expedicionarios retrocedieron hacia el SO, atravesaron los ríos Tombigbee y Misisipi, y llegaron hasta el nacimiento del río Rojo, donde murió Hernando de Soto de unas fiebres malignas, en mayo de 1542.
La falta del capitán, el desaliento, el hambre y los continuos ataques indígenas, fueron diezmando a los expedicionarios, de tal modo que de mil hombres que había partido, solamente sobrevivieron menos de trescientos. Caminando sin rumbo fijo y defendiéndose lo mejor que pudieron, en septiembre de 1543 lograron llegar hasta Pánuco (México), donde los socorrieron los españoles que se encontraban en aquella comarca.

## Nuevas aventuras
Desde Pánuco, y atravesando Centroamérica, Galeas llegará a Panamá. Buscando acomodo castrense, se enroló en las fuerzas de don Pedro de La Gasca que iban al Perú para aplastar la rebelión de Gonzalo Pizarro. Después, también combatirá contra el rebelde Francisco Hernández Girón. En el territorio peruano, Galeas observa de cerca las traiciones en las filas españolas, y se percata de como los hombres cambian de bandera y de caudillo.
En la década de los cincuenta, como casi todo el territorio del Perú estaba conquistado, y se habían terminado las guerras de banderías, sobraban soldados desocupados que estorbaban en la mayoría de las ciudades. El entonces virrey, Andrés Hurtado de Mendoza, Marqués de Cañete, intentando limpiar el territorio de revoltosos, nombra a Pedro de Ursúa, gobernador para la conquista del mítico El Dorado, y Galeas se alista como capitán en aquella nueva aventura que enrola a más de 400 hombres.
En septiembre de 1560, emprenden la marcha hacia el destino doradista por el cauce del Amazonas, pero desde el inicio se sucederán enfrentamientos entre los expedicionarios; los revoltosos comenzarán a desestabilizar y capitaneados por el más intrigante de todos ellos, Lope de Aguirre, organizan una conjura y asesinan a Ursúa. A Galeas no le queda más remedio que amoldarse a las circunstancias como los que no pertenecían al bando de Aguirre. Oponerse a las decisiones de este bando era acabar con los huesos en las márgenes del río, como aquellos que se les ocurría criticar el proceder de Aguirre.

## Final de una pesadilla
En 1561 llegan los expedicionarios a la isla de Margarita, y mientras los partidarios de Aguirre siguen cometiendo atropellos, astutamente Galeas, consigue escapar y llegar en una pequeña canoa hasta tierra firme. Marcha a El Tocuyo para dar cuenta de las tropelías de Aguirre, que desembarca en Borburata y por las comarcas que pasan, irá cometiendo toda clase de fechorías y rapiñas.
Por la información de Galeas, las fuerzas y las autoridades reales de la Provincia de Venezuela (entre ellos Hernando Cerrada Marín, Diego García de Paredes y algunos capitanes más) esperaban a Lope de Aguirre. Intentos de negociaciones, respuestas agriadas, y como no hay solución viable, las autoridades deciden cortar por lo sano. Aguirre, se ve acosado en Barquisimeto y desesperado mata a su hija Elvira. Al reconocer Aguirre la presencia de Garcia de Paredes por su distintivo de maestre de campo, le rogó que no lo matase sin antes oírlo, puesto que tenía grandes cosas que decirle; cuando el rebelde se disponía a hablar, ante el temor que denunciase las crueles fechorías que habían cometido sus partidarios, uno de ellos armado con un arcabuz le disparó y le destrozó el pecho  y allí terminaba aquella negra pesadilla.

## Nueva vida
Resuelta la amenaza de Aguirre, Galeas viaja a España en compañía de Diego García de Paredes y Gutierre de la Peña, a solicitar recompensas por la ayuda que han prestado a la corona. Galeas no consigue gran cosa, porque aun le persigue la sombra de haber militado en las filas rebeldes de Aguirre; pero aunque no logra mercedes reales, tiene la suerte de conocer a doña Inés de Mendoza, una joven cortesana de Toledo, que pronto la convertirá en su esposa.
Cansado de esperar por las mercedes, vuelve casado a Venezuela, y se incorpora a la conquista del territorio, e interviene con Diego de Losada en la refundación de Caracas en 1567. Edifica su hogar en aquella precaria e insegura ciudad, y como su ocupación es la milicia, interviene en la defensa de la nueva ciudad en la decisiva batalla de Maracapana donde cae derrotada la confederación Caribe al mando del cacique Tiuna. Como capitán, y con la colaboración de Garci González de Silva, participará en la pacificación del territorio y en el sometimiento de las tribus vecinas.

## Luchando hasta el final
Como era hombre de experiencia, además de su ocupación castrense, el ayuntamiento de la ciudad lo llamará en diferentes ocasiones para prestar destacados servicios. En 1573 es nombrado regidor; en 1579 procurador; en 1580, ocupa nuevamente el cargo de regidor, y el cargo de fiel ejecutor lo ocupará desde 1594 hasta 1598 cuando muere a la edad de 82 años, en la ciudad que contribuyó a fundar y la que defendió tantas veces. 
Notable su participación en la defensa de Caracas en 1595 cuando los piratas ingleses que comandaba Amyas Preston, lugarteniente de sir Walter Raleigh, arribaron al puerto de La Guaira. Junto a Garci González de Silva que era el alcalde en aquella ocasión, no tuvo otro remedio que organizar la defensa de la ciudad y procurar que los daños fueran los menos posibles. 
Salieron al encuentro de los piratas, pero no los hallaron porque habían cogido una trocha secreta que les revelara un español bajo amenazas. Y cuando los españoles descubrieron la jugada ya era tarde, los piratas andaban por Caracas cometiendo saqueos y atropellos. Este sería el único ataque pirata que sufriría Caracas en su historia colonial al contrario de los múltiples intervenciones similares infligidas en otras ciudades costeras de América.

## Vida familiar
Con Inés de Mendoza tuvo siete hijos: Diego, Pedro, Catalina, Mariana, Gabriel, Francisco y María. Gabriel fue un destacado sacerdote en Caracas y a principios del siglo XVII ocupó relevantes cargos en la Iglesia venezolana. Pedro, también abrazó el sacerdocio y fue vicario de la nueva ciudad venezolana de San Sebastián de los Reyes, fundada en 1585.